# George Blaine Schwabe
George Blaine Schwabe (Arthur, 26 luglio 1886 – Alexandria, 2 aprile 1954) è stato un politico e avvocato statunitense.
Nativo del Missouri, dopo la laurea in legge, nel 1911 si trasferì a Nowata, in Oklahoma, e della città divenne sindaco nel 1913, per due anni. Da sempre repubblicano, nel 1918 fu eletto al parlamento dell'Oklahoma, di cui fu speaker nel 1921 e nel 1922: è stato l'ultimo repubblicano a coprire questo ruolo fino al 2005.
Dopo il termine del mandato, nel 1923, non si ricandidò, trasferendosi a Tulsa dove ritornò a praticare l'avvocatura. Nel 1945 tornò alla politica, candidandosi con successo per il Congresso; rimase in carica fino al 1948, quando fu sconfitto da Dixie Gilmer. Fu poi rieletto nel 1950, e morì mentre era ancora in carica, il 2 aprile 1952, in Virginia.
Anche il fratello Max fu deputato al Congresso.